# Temnora palpalis
Temnora palpalis är en fjärilsart som beskrevs av Rothschild och Jordan 1903. Temnora palpalis ingår i släktet Temnora och familjen svärmare. Inga underarter finns listade i Catalogue of Life.